# Vukovár-Szerém megye

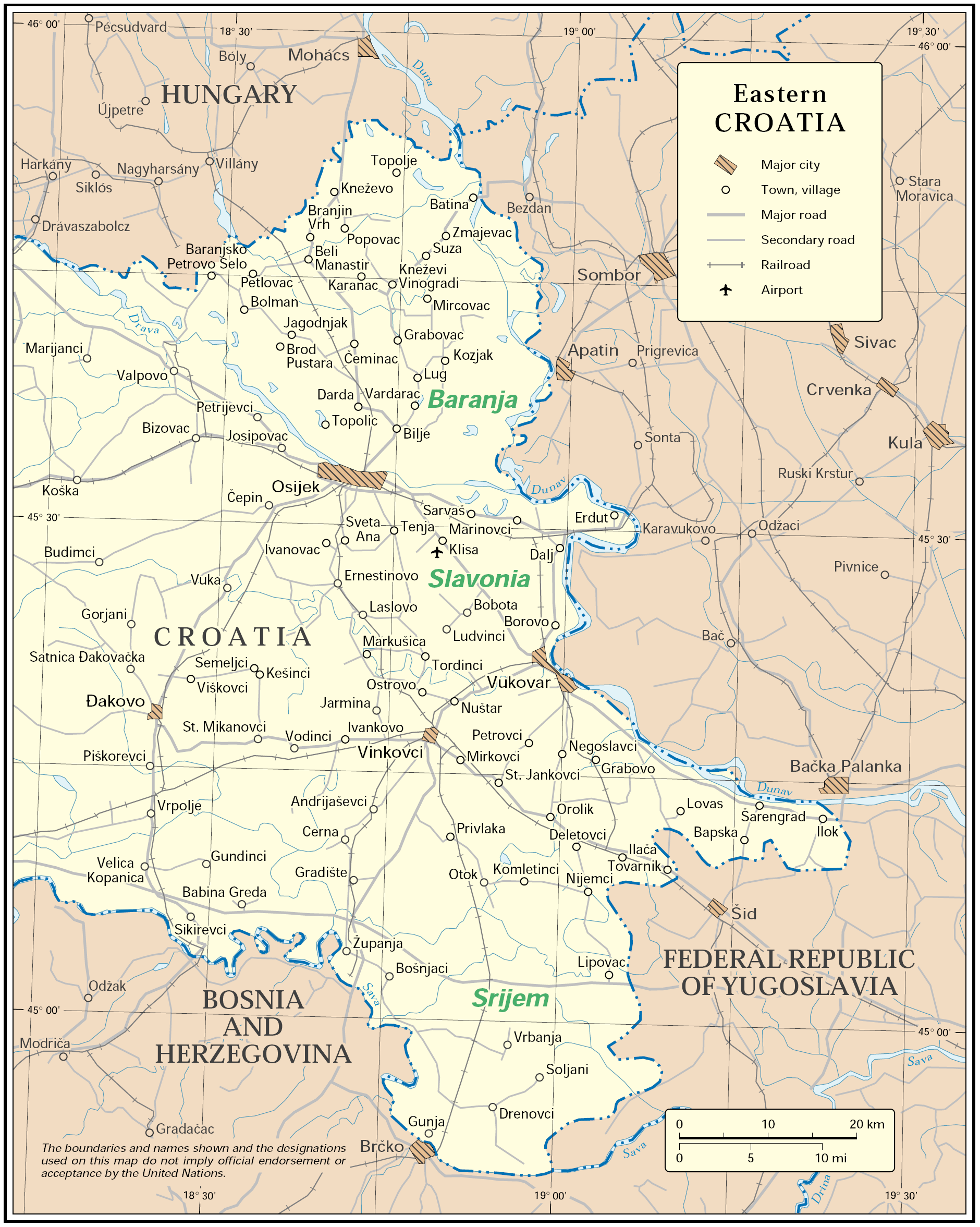
Kelet-Horvátország térképe

Vukovár-Szerém megye vagy Valkóvár-Szerém megye (horvátul Vukovarsko-srijemska županija) Kelet-Horvátország egyik megyéje. Földrajzilag Szlavónia régió délkeleti részét foglalja magában, ám ezt a területet történetileg nem sorolták Szlavóniához, a Szerémséghez (Srijem) tartozott. Keleten Szerbia, délen a Száva folyó, nyugaton Bród-Szávamente megye, északnyugatról pedig Eszék-Baranya megye határolja. A megyeszékhely Vukovár (vagy Valkóvár), a legnagyobb település Vinkovce.

## Népesség
A megye nemzetiségi összetétele a következő: horvátok 78,3%, szerbek 15,5%, magyarok 1%, ruszinok 0,9%, és egyéb.

## Közigazgatás
4 város és 26 község (járás) alkotja a megyét. Ezek a következők:
(Zárójelben a horvát név szerepel.)
Városok:
- Atak (Otok)
- Újlak (Ilok)
- Vinkovce (Vinkovci)
- Vukovár/Valkóvár (Vukovar)
- Zsupanya (Županja)

Községek (járások):
- Andriasevce (Adrijaševci)
- Babagerenda (Babina Greda)
- Berzétemonostor (Nuštar)
- Bogdánfalva (Bogdanovci)
- Boró (Borovo)
- Bosnyaci (Bošnjaci)
- Cerna (Cerna)
- Csitár (Štitar)
- Csótnémeti (Nijemci)
- Drenóc (Drenovci)
- Felsőtárnok (Tovarnik)
- Gradistye (Gradište)
- Gunya (Gunja)
- Horváti (Stari Mikanovci)
- Hosszúlovász (Lovas)
- Ivánkaszentgyörgy (Ivankovo)
- Ivanóc (Stari Jankovci)
- Járomnaszentmiklós (Jarmina)
- Márkusfalva (Markušica)
- Negoszlavce (Negoslavci)
- Perlaka (Privlaka)
- Terpenye (Trpinja)
- Tomtelke (Tompojevci)
- Valkótard (Tordinci)
- Verbanya (Vrbanja)
- Vogyince (Vođinci)

## Külső hivatkozások
- Honlap
- Térkép